# JPMorgan Chase Tower

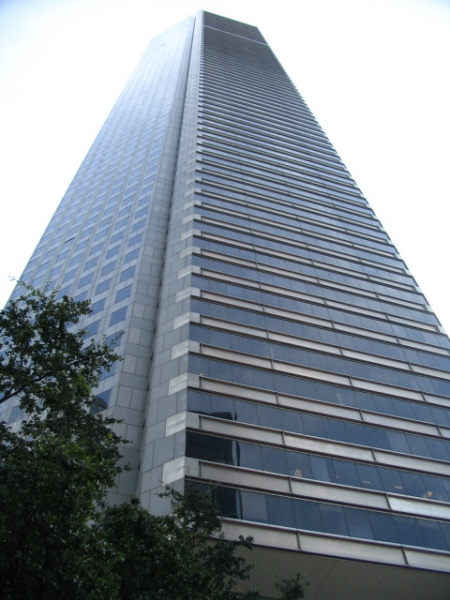
Blick von unten auf den Turm

Der JPMorgan Chase Tower (ehemals Texas Commerce Tower) ist der Name des höchsten Wolkenkratzers der Stadt Houston sowie im Bundesstaat Texas.
Der 305 Meter hohe Wolkenkratzer ist das 29-höchste Gebäude der USA. Der Bau des Gebäudes wurde im Jahr 1978 von der Bank JPMorgan Chase in Auftrag gegeben, wobei die Fertigstellung vier Jahre später im Jahr 1982 war. Mit der Planung des Gebäudes war das Architekturbüro 3D/International betraut worden und damit ausführender Architekt. Bei der Fertigstellung war das Bauwerk nicht nur das höchste Gebäude der Stadt und des Bundesstaates, sondern auch das höchste Gebäude in den Vereinigten Staaten westlich des Mississippi. Diesen Titel verlor der Turm im Jahr 1990 an den 310 Meter hohen U.S. Bank Tower in Los Angeles. Architektonisch fällt das Gebäude besonders durch seine Form sowie die gräulich schimmernde Fassade in der Skyline Houstons auf.
Im 60. Stockwerk befindet sich eine öffentliche Aussichtsplattform, die werktags von 8–17 Uhr geöffnet ist. Von dort aus ist eine Sicht über den gesamten Großraum Houston möglich. Die übrigen Stockwerke werden, abgesehen von einigen technischen Einrichtungen die den Betrieb im Gebäude sicherstellen, ausschließlich für Büros genutzt. Am Eingang des Gebäudes befindet sich eine bunte Skulptur von Joan Miró.
Durch Hurrikan Ike wurden am 13. Oktober 2008 zahlreiche Fenster des Bauwerks zerstört.